# 廖逢節
廖逢節（1519年—？），原姓杨，字應時，號春泉，河南汝寧府光州光山縣人，固始縣民籍，明朝政治人物。

## 生平
初姓楊。嘉靖二十五年（1546年）丙午科河南鄉試第四十六名舉人。嘉靖三十五年（1556年）丙辰科第三甲第一百九十九名進士。吏部观政，授户部主事，四十二年升郎中，本年升直隸永平府知府。四十五年升山西副使，隆慶二年疏请致仕。四年起复原职，五年二月升為布政使司右參政，仍分巡北中二路兼兵備，六月升都察院右僉都御史，巡撫甘肃等处。万历二年（1574年）二月调任南京，三年十月授南京太仆寺少卿。

## 事跡
任內議修板橋堡。

## 家族
曾祖楊信；祖父楊從政；父楊鳳。母王氏；繼母崔氏；繼母張氏。弟逢吉、逢化。